# Carissa spinarum
Carissa spinarum là một loài thực vật có hoa trong họ La bố ma. Loài này được L. mô tả khoa học đầu tiên năm 1771.

## Hình ảnh

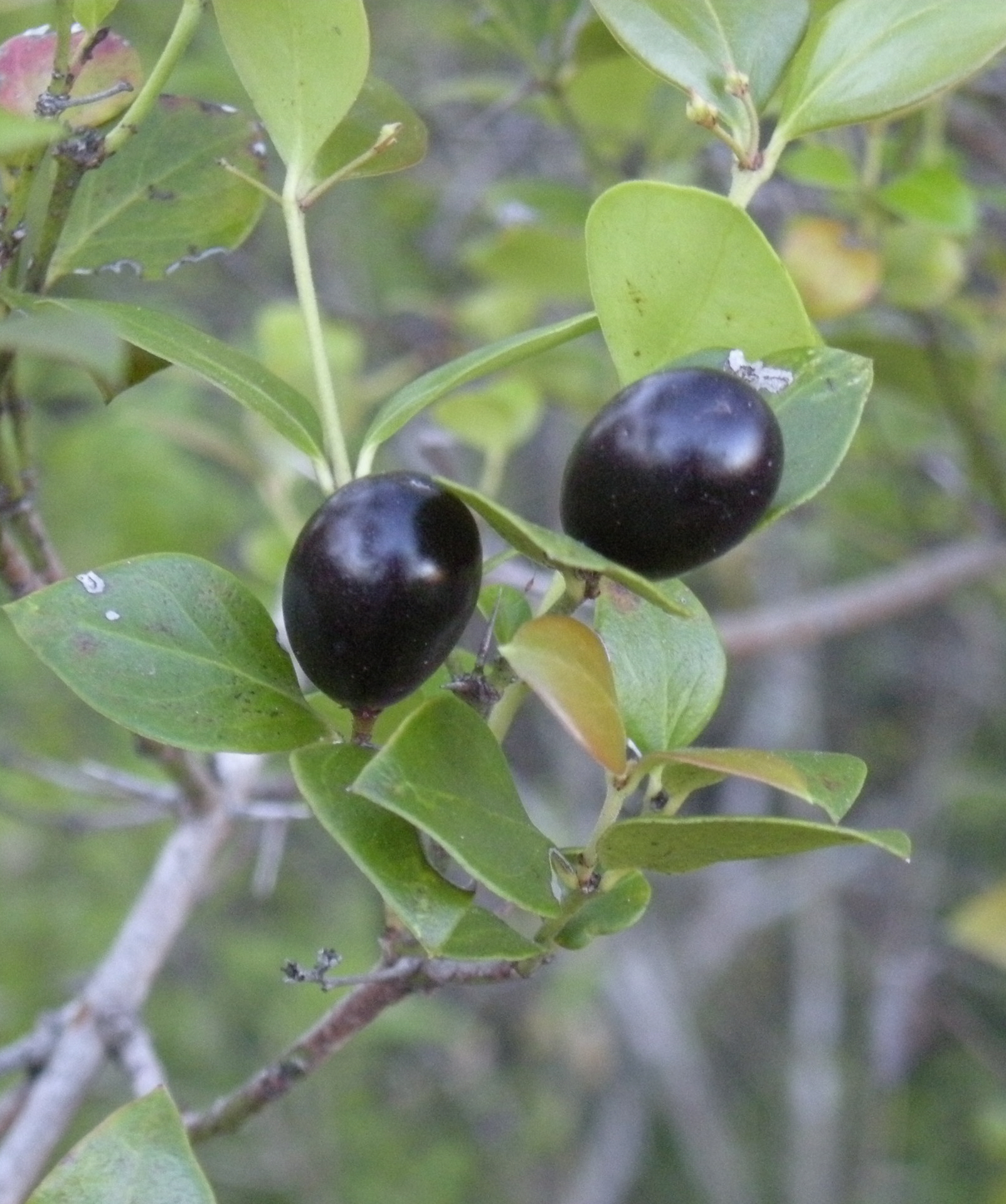
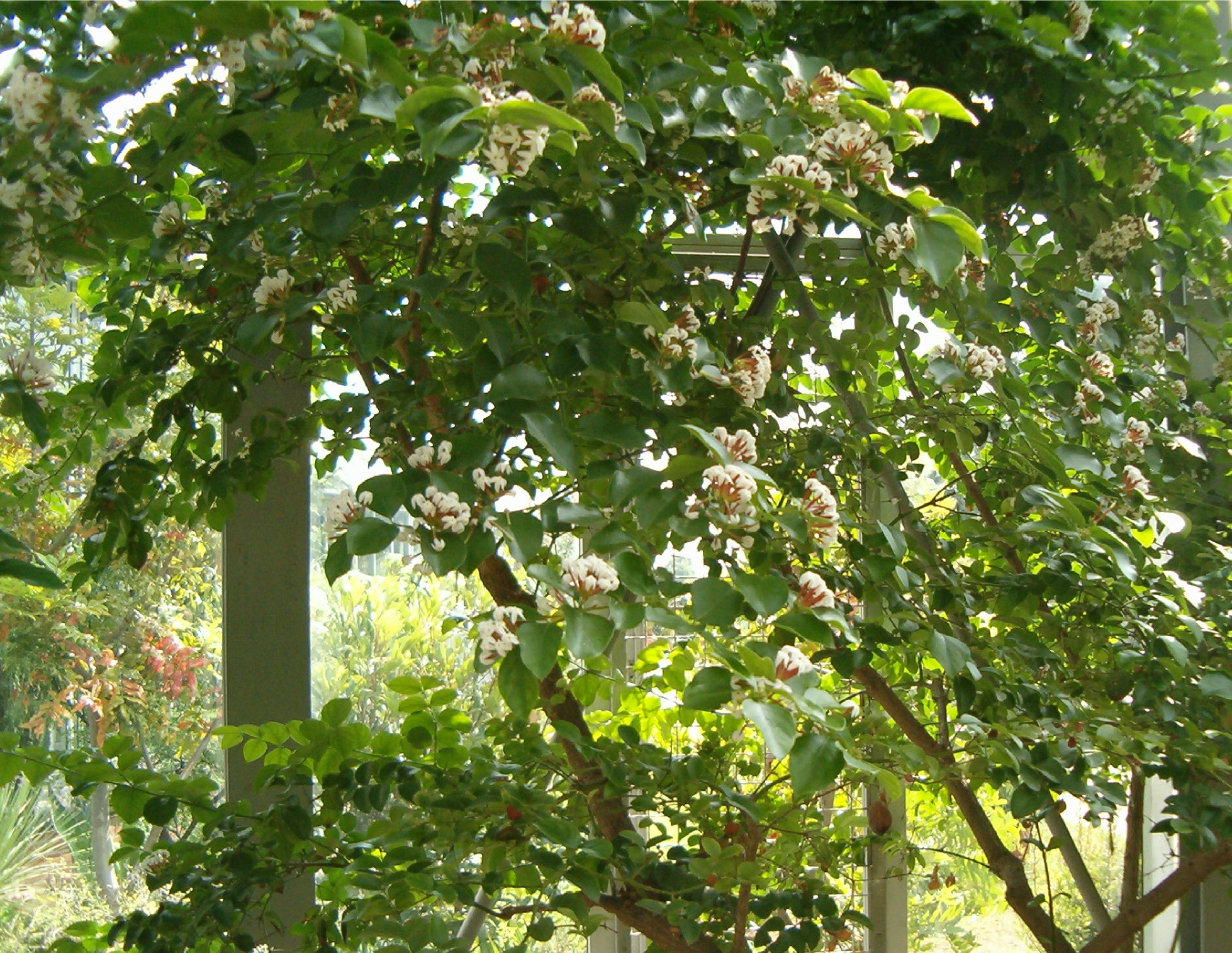
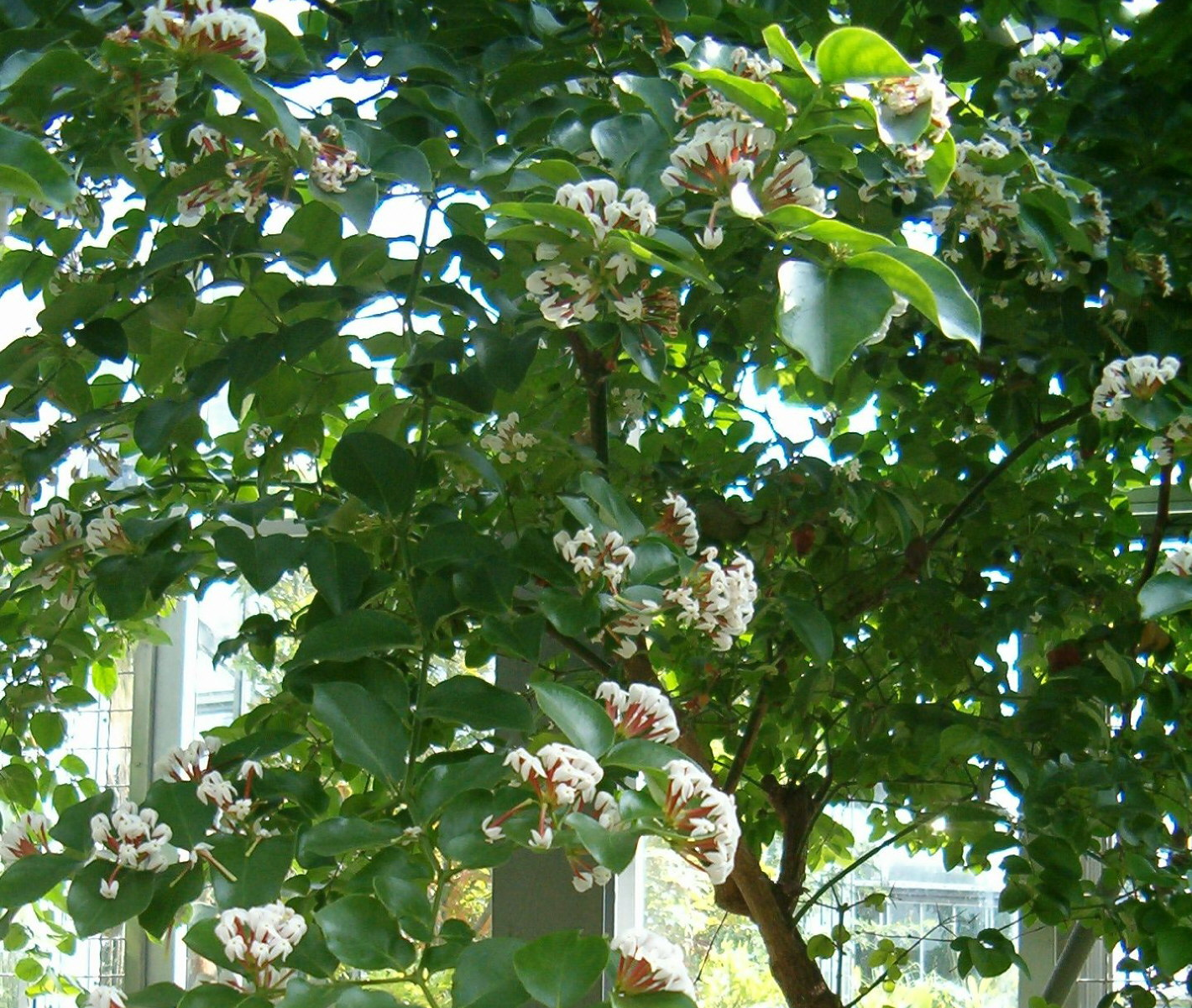
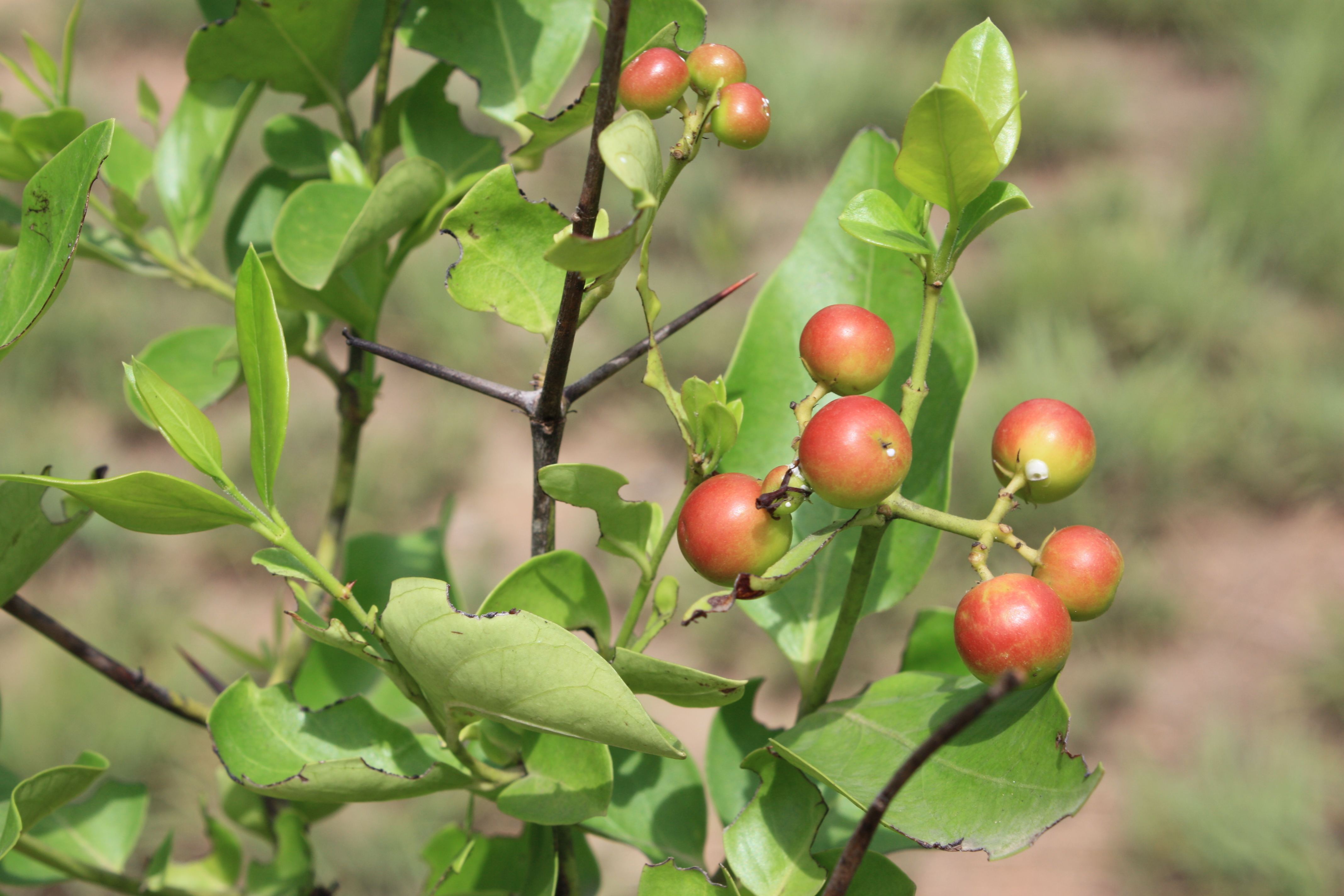